# Müllerbach (Dornbirn)

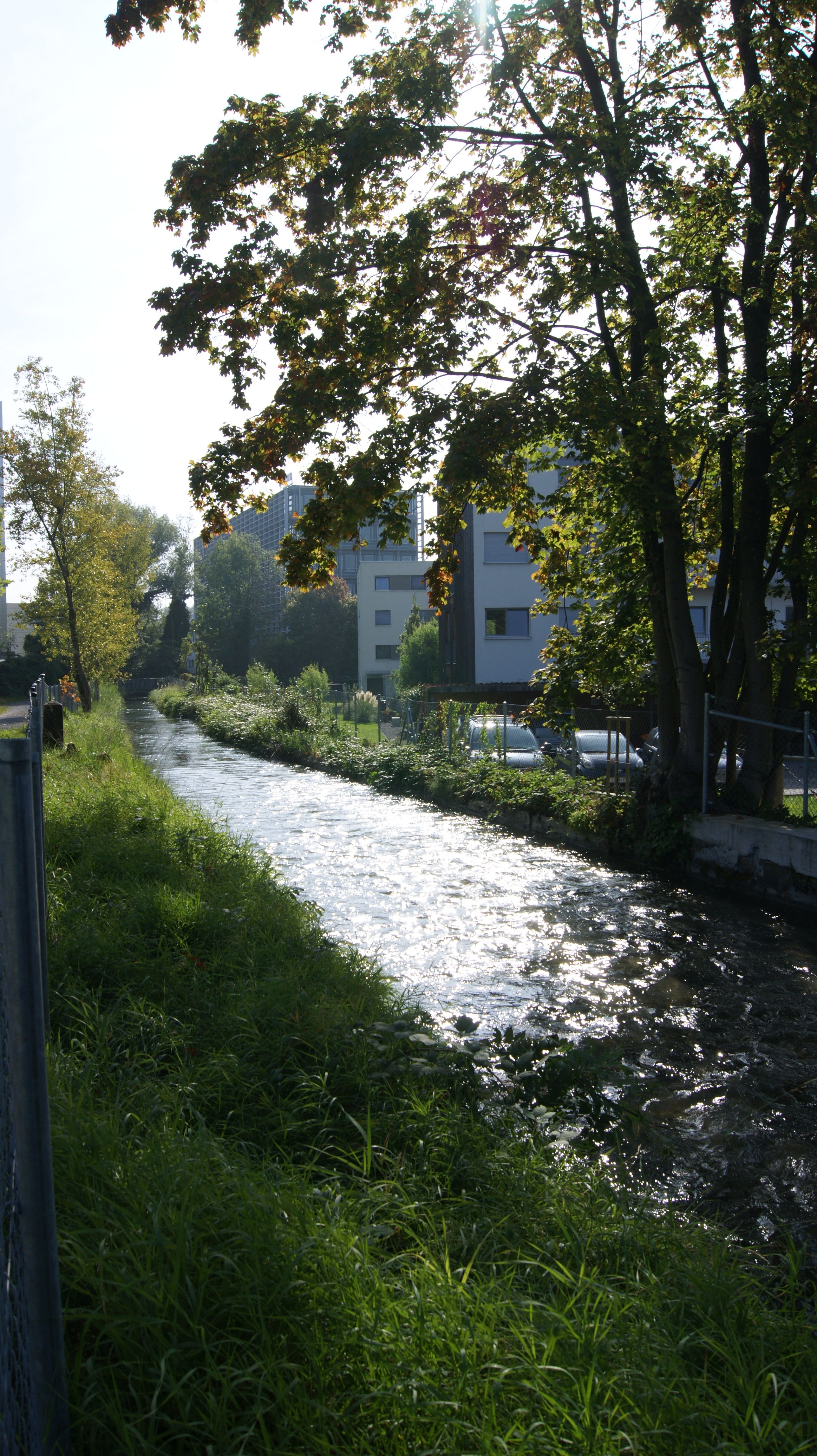
Müllerbach bei den Wohnanlagen Sandgasse (Blick nach Süden)

Der Müllerbach ist ein etwa 4,95 km langer Kanal, das von der Dornbirner Ach bei Flusskilometer 16,83 als Werkkanal etwa bei 468 m ü. A. abgezweigt wird (Tiroler Wehr) und bis zu 2200 Liter/Sekunde führen kann. Er fließt ausschließlich durch das Gebiet der Stadt Dornbirn (Vorarlberg). Der Müllerbach beginnt parallel zur Dornbirner Ach in der Höhe der Parzelle Enz (etwas unterhalb des Waldbad Enz) im Süd-Osten der Stadt und fließt in einem großen Bogen nach Nord-Westen. Im unteren Bereich des Stadtteils Forach hat er durchschnittlich noch etwa 1600 Liter/Sekunde Wasserführung (Kraftwerk Forach).
Das Gewässer ist auf seinem gesamten Verlauf eingedämmt. Der direkte Zugang ist wegen Überbauungen und Verrohrungen teilweise nicht mehr möglich.

## Geschichte
1585 standen nach einem landesfürstlichen Rechnungsbuch in Dornbirn folgende Mühlen in Verwendung: die Mühle, genannt die Segen (die Sägemühle, nach der die Siedlung Sägen benannt ist), die Mühlen in der Kehlen und in Adelsgehr, die Schnellenmüli am Stiglbach (Haselstauderbach), die untere Mühle am Stiglbach, die Mühlen in Völckistobel, im Ried (die alte Riedmühle), an der Dornbirnerach, die untere und die obere Mühle am Steinebach, die Mühle im Schnellen, eine Säge in der Achmühle, eine Schleifmühle und Wasserhammer ohne Ortsangabe sowie eine Schleifmühle am Gießen, einem Vorgängerkanal des Müllerbachs.
Der Müllerbach wurde als künstliches Fließgewässer (Werkkanal) bereits im 17. Jahrhundert erweitert angelegt und verlief oberhalb der Parzelle Sägen bis zur Parzelle Schmelzhütten (etwa beim Gasthaus Helvetia) und mündete dort wieder in die Dornbirner Ach. Bereits im 14. Jahrhundert soll ein „Müllerbach“ als kurze Ausleitung aus der Dornbirner Ach zur Nutzung einer ersten Achmühle entstanden sein.
Im Laufe der Zeit kamen immer mehr Unternehmen und Kraftwerke hinzu, so dass der Kanal nach oben und unten immer weiter verlängert wurde.
Der Unternehmer und Dornbirner Textilpionier Karl Ulmer (1773–1846) ließ den Kanal um 1815 von der Parzelle Schmitten etwa weitere zwei Kilometer bis zum Karlsgraben verlängern, um die Wasserkraft für seine Fabrik (z. B. Webmaschinen) zu nutzen. 1831 wurde die Fassung des Müllerbaches in der Enz im Zuge der Einwuhrung der Dornbirner Ache letztmals geändert. In dieser Länge und Führung besteht der Kanal bis heute.

## Zuflüsse – Abflüsse
Der Müllerbach hat zwei relevante Zuflüsse und einen Abfluss von bzw. zu anderen Obergewässern. Bei Flusskilometer 4,39 besteht die Möglichkeit und das Recht, dem kreuzenden Gechelbach Wasser bis max. 200 l/sek für den Müllerbach zu entnehmen. Kurz vor dem Zusammenfluss des Müllerbaches mit dem Karlsgraben mündet der Dorfer Feuergraben bei etwa Flusskilometer 0,10 in den Müllerbach. Im Bereich des Werkhofes der Stadt Dornbirn in der Vorderen Achmühle besteht ein unterirdischer Notauslauf in die Dornbirner Ach, bei welchem auch der Durchfluss des Müllerbaches auf maximal 1850 l/sek gedrosselt wird.
Bei Flusskilometer 0,00 mündet das Gewässer im Ortsteil Rohrbach (Parzelle Forach) in den Karlsgraben (Flusskilometer 1,37 des Karlsgraben) und von dort in weiterer Folge zusammen mit dem Fischbach bei Flusskilometer 1,23 in den Fußenauer Kanal. Erst bei Flusskilometer 7,84 wird das Wasser wieder in die Dornbirner Ache abgegeben (zusammen über den Karlsgraben mit den gereinigten Abwässern aus der Abwasserreinigungsanlage Dornbirn-Schwarzach).

## Funktion
Der Müllerbach hat seit dem Niedergang der Textilindustrie in Dornbirn Ende der 1980er Jahre für die an ihm angesiedelten Unternehmen nur noch geringe wirtschaftliche Bedeutung. Für den Erhalt des Grundwasserstandes, der Ortsgestaltung und kulturgeschichtlich Erinnerung ist er für die Bevölkerung aber immer noch von erheblicher Bedeutung.

### Hydrologische Funktion
Der Müllerbach übernimmt für die Dornbirner Ache und den Gechelbach sowie im Bereich des Stadtgebiets von Dornbirn die oberflächigen Abflüsse die Funktion eines Vorfluters und Selbstreinigung.
Für die Stabilisierung des Grundwasserstandes hat der Müllerbach im Bereich des Stadtgebiets von Dornbirn unverzichtbare Funktion.

### Touristische Nutzung
Eine Nutzung als Badegewässer (Tourismus) ist aufgrund der hohen Fließgeschwindigkeit ausgeschlossen.

### Wirtschaftliche Nutzung
Der Bach wurde für die technische Nutzung der Wasserkraft für die Textilindustrie, Schmieden, Sägewerke und Mühlen (z. B. Gipsmühle, Schwefelmühle) angelegt und hatte für die wirtschaftliche Entwicklung der Stadt entscheidende Bedeutung in der Zeit, als noch keine elektrische Energie durchgängig zur Verfügung stand, unter anderem z. B. für die Textil-Unternehmen von Johann Baptist Salzmann, Karl Ulmer, der Unternehmen Herburger und Rhomberg, F. M. Hämmerle, Rhomberg Textil oder den metallverarbeitenden Betrieb Rüsch-Werke (heute: Inatura).
Noch heute sind entlang des Gewässers mehrere elektrische Kraftwerke in Betrieb.

### Kraftwerke am Müllerbach
Am rund 5 km langen Müllerbach bestanden ursprünglich zwölf Kraftwerke (durchschnittlich etwa alle 400 m ein Kraftwerk). Davon sind lediglich drei Anlagen noch in Betrieb, von denen zwei (Forach und Stadtgarten) erneuert wurden.

#### Aktive Kraftwerke

##### Kleinwasserkraftwerk Stadtgarten bei der Inatura
Das Kleinwasserkraftwerk Stadtgarten (Inatura) ist das jüngste der Kraftwerke am Müllerbach, baut jedoch historisch auf dem ursprünglich bestandenen Kraftwerk bei den Rüsch-Werken auf, für welches die Bewilligung am 15. Januar 1991 erloschen ist.

##### Kraftwerk Rohrbach

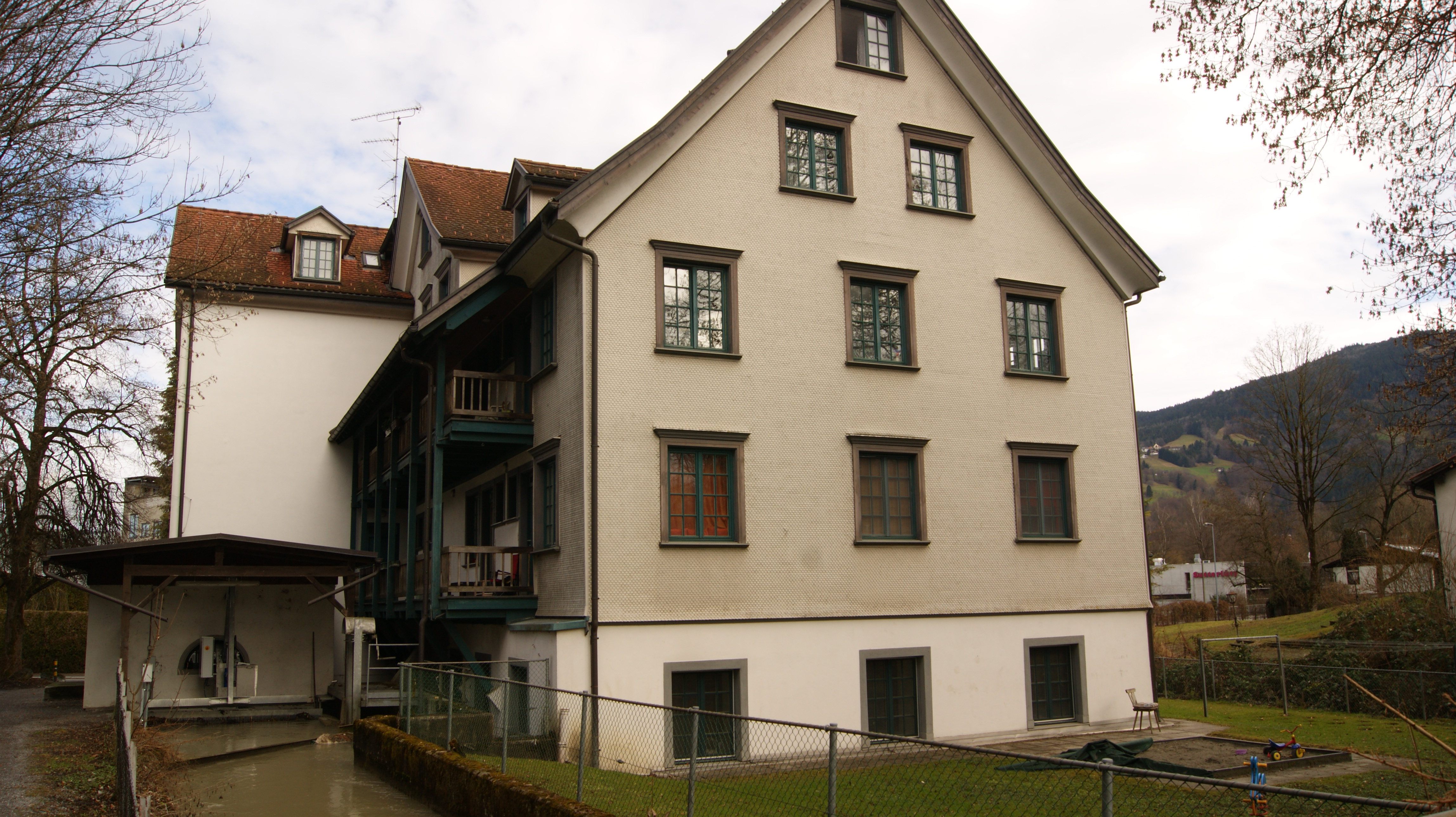
Kraftwerk Rohrbach von Süd-Westen mit dem Einlaufbauwerk und Rechen.

Das Kraftwerk Rohrbach befindet sich am Anfang der gleichnamigen Parzelle Rohrbach in der ehemaligen Rauherei aus dem Jahr 1829 (heute ein Wohnhaus) und etwa bei Flusskilometer 1,05. Es dient zur elektrischen Energiegewinnung mittels zweier Francis-Turbinen.
Mit dem Wasserrecht verbunden war die Entnahme von 166,67 l/s Nutzwasser aus dem Müllerbach.
Technische Daten:
- Turbine: Francis
- Turbinenanzahl: 2
- Durchflussvermögen: 580 bzw. 1100 l/s
- Nutzfallhöhe: 2,70
- Generatorleistung: 38,40 kW
- Regelarbeitsvermögen: 195 MWh

##### Kraftwerk Forach
Das Kraftwerk Forach befindet sich am Beginn der Parzelle Forach und etwa bei Flusskilometer 0,11. Es dient zur elektrischen Energiegewinnung mit einer Durchströmturbine.
Das Kraftwerk Forach ist am Müllerbach das letztgelegene und das zweitjüngste der am Müllerbach betrieben Werke und hatte, im Gegensatz zu den anderen, nur eine befristete Bewilligung, ursprünglich bis 1993, erhalten.

#### Ehemalige Kraftwerke

##### Kraftwerk Mühlebündt
Das Kraftwerk Mühlebündt ist nach der gleichnamigen Parzelle benannt und befand sich etwa bei Flusskilometer 4,35. Es gehörte ursprünglich zum Betrieb der Fa. Heerburger und Rhomberg, welche 1983 in Konkurs ging. In weiterer Folge wurden das Grundstück und die Gebäude an die Fa. J. A. Fussenegger verkauft. Das Kraftwerk diente zur Energiegewinnung mit einer Girard-Turbine für die Zwirnerei.
An diesem Standort, der heutigen Fa. Fussenegger Holzbau an der Gütlestraße, stand bereits vor etwa 400 Jahren die alte Achmühle, eine damals der wichtigsten Mühlen in Dornbirn.
Die Bewilligung für das Kraftwerk ist wegen Nichtnutzung des Wasserrechtes am 22. Mai 1990 erloschen.
Technische Daten:
- Turbine: Girard
- Turbinenanzahl: 1
- Nutzfallhöhe: 10,77 m
- Generatorleistung: 148,9 kW

##### Kraftwerk Juchen
Das Kraftwerk Juchen ist nach der gleichnamigen Parzelle benannt und befand sich etwa bei Flusskilometer 3,80 (heute Rudolf Ölz Meisterbäcker). Es diente der Fa. Heerburger und Rhomberg (als Nachfolgerin der Fa. Rhomberg & Lenz) an diesem Standort zur Energiegewinnung für die Baumwollspinnerei mit einer Girard-Turbine (ergänzt durch eine 30-PS-Dampfmaschine).
Die Bewilligung für das Kraftwerk ist wegen Nichtnutzung des Wasserrechtes am 22. Mai 1984 oder 1987 erloschen.
Technische Daten:
- Turbine: Girard
- Turbinenanzahl: 1
- Nutzfallhöhe: 6,40 m
- Generatorleistung: 90,9 kW

##### Kraftwerk Sägen

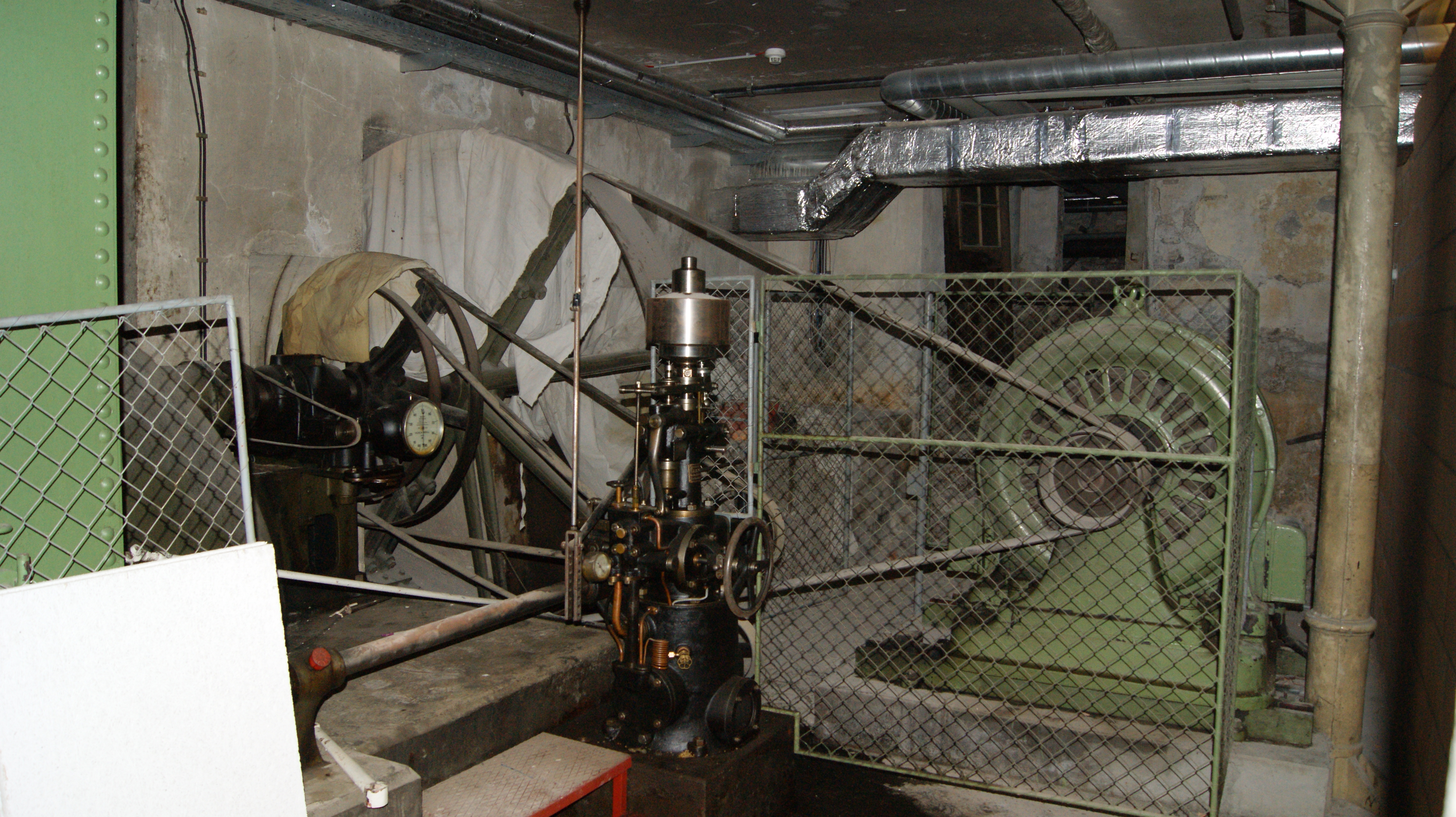
Ehemaliges Kraftwerk Sägen der Fa. F.M. Hämmerle.

Das Kraftwerk Sägen ist nach der gleichnamigen Parzelle benannt und befand sich etwa bei Flusskilometer 3,36 (Textilwerke F. M. Hämmerle). Es diente zur elektrischen Energiegewinnung für die Buntweberei mit zwei Francis-Turbinen. Die Bewilligung für das Kraftwerk ist wegen Nichtnutzung des Wasserrechtes inzwischen erloschen.

##### Kraftwerk Winsauer
Das Kraftwerk Winsauer ist ebenfalls in der Parzelle Sägen und befand sich etwa bei Flusskilometer 3,18. Es diente zur mechanischen Energiegewinnung zuerst mittels Wasserrädern und später, etwa 1930, mittels zweier Francis-Turbinen.
Die Bewilligung für das Kraftwerk ist wegen Nichtnutzung des Wasserrechtes erloschen.
Technische Daten:
- Turbine: Francis
- Turbinenanzahl: 2
- Durchflussvermögen: 580 bzw. 1120 l/s
- Nutzfallhöhe: 2,20 m
- Generatorleistung: 31,30 kW
- Regelarbeitsvermögen: 159 MWh

##### Kraftwerk Mayer
Das Kraftwerk Mayer ist ebenfalls in der Parzelle Sägen und befand sich etwa bei Flusskilometer 3,00. Es diente zur mechanischen Kraftübertragung für das heute noch bestehende Sägewerk Mayer in der Schmelzhütterstraße zuerst mittels mittelschlächtiger Wasserräder. Ab etwa 1937 wurde eine Francis-Turbine eingebaut.
Technische Daten:
- Turbine: Francis mit stehender Welle
- Turbinenanzahl: 1
- Nutzfallhöhe: 1,80
- Generatorleistung: 24,20 kW
- Regelarbeitsvermögen: 133 MWh

##### Kraftwerk Rüschwerke
Das Kraftwerk Rüsch-Werke ist nach dem gleichnamigen Unternehmen benannt und befand sich etwa bei Flusskilometer 2,90. Es diente zur elektrischen Energiegewinnung mit einer Turbine.
Die Bewilligung für das ursprüngliche Kraftwerk bei den Rüschwerken ist am 15. Januar 1991 erloschen. Derzeit wird noch ein kleines Kraftwerk mit einem Zuppinger-Rad mit 22 kW bei der Inatura betrieben (Kleinwasserkraftwerk Stadtgarten).
Technische Daten (altes Kraftwerk Rüsch-Werke):
- Turbine: Grenz
- Turbinenanzahl: 1
- Nutzfallhöhe: 1,65
- Generatorleistung: 23,40 kW

##### Kraftwerk Schmelzhütten
Das Kraftwerk Schmelzhütten ist nach der gleichnamigen Parzelle benannt und befand sich etwa bei Flusskilometer 2,62. Es befand sich hier ursprünglich eine Mühle und eine Säge des Michael Feuerstein. 1853 wurde das Grundstück und das Wasserrecht von der Firma F. M. Rhomberg erworben, eine Weberei errichtet und die Wasserkraft diente zur Energiegewinnung mit einer Francis-Turbine (ergänzt durch eine Dampfmaschine Kuhn No. 100).
Die Bewilligung für das Kraftwerk ist wegen Nichtnutzung des Wasserrechtes erloschen.
Technische Daten:
- Turbine: Francis
- Turbinenanzahl: 1
- Durchflussvermögen: 1600 l/s
- Nutzfallhöhe: 2,30
- Generatorleistung: 32,70 kW
- Regelarbeitsvermögen: 160 MWh

##### Kraftwerk Mittenbrunn I
Das Kraftwerk Mittenbrunn I befand sich bei der Parzelle Schmitten / Gipsmühle und etwa bei Flusskilometer 2,10 (nunmehr Team-Agentur). Es diente zur mechanischen Energiegewinnung mit einem mittelschlächtigen, hölzernen Wasserrad mit einem Durchmesser von 5,4 m.
Die Bewilligung für das Kraftwerk ist wegen Nichtnutzung des Wasserrechtes am 23. November 1960 erloschen.
Technische Daten:
- Antrieb: Wasserrad
- Anzahl: 1
- Nutzfallhöhe: 3,86
- Generatorleistung: 54,70 kW

##### Kraftwerk Mittenbrunn II
Das Kraftwerk Mittenbrunn II befand sich bei der Parzelle Rosaplatz und etwa bei Flusskilometer 1,82. Das Kraftwerk diente zur mechanischen Energiegewinnung für die Weberei der Fa. I. B. Salzmann, dann der Fa. Jenny & Schindler und schlussendlich der Fa. F. M. Hämmerle. Es dienten zur Energieumwandlung zwei Francis-Turbinen.
Die Bewilligung für das Kraftwerk ist wegen Nichtnutzung des Wasserrechtes am 10. August 1964 erloschen.
Technische Daten:
- Turbine: Francis
- Turbinenanzahl: 2
- Nutzfallhöhe: 2,50
- Generatorleistung: 35,30 kW

##### Kraftwerk Luger Mühle
Das Kraftwerk Luger Mühle (Fa. Josef Lugers Erben) befand sich bei der Parzelle Schwefelmühl und etwa bei Flusskilometer 0,57. Das Gebäude und die Anlage wurde Anfang der 1930er Jahre von der Fa. F. M. Rhomberg erworben. Es diente zur Energiegewinnung eine Girard-Turbine.
Die Bewilligung für das Kraftwerk ist wegen Nichtnutzung des Wasserrechtes am 27. Februar 1991 erloschen.
Technische Daten:
- Turbine: Girard
- Turbinenanzahl: 1
- Nutzfallhöhe: 4,30
- Generatorleistung: 61,10 kW

## Eigentumsverhältnisse
Der Müllerbach stand ursprünglich im Eigentum mehrere Personen und Unternehmen, welche die Müllerbachkonkurrenz bildeten. 1923 wurde die Müllerbachgenossenschaft durch die Eintragung im Wasserbuch der Bezirkshauptmannschaft Feldkirch gegründet und erhielt am 16. März 1925 eine eigene Satzung und wurde zur Körperschaft öffentlichen Rechts. Die Eigentümer erhielten unbefristete Wassernutzungsrechte, weil die Rechte bereits vor dem Wasserrechtsgesetz 1870 bestanden haben. Von den ursprünglich neun Genossenschaftern
- Fa. Herrbruger & Rhomberg, Textil;
- Fa. F. M. Hämmerle, Textil;
- Anton Winsauer, Sägewerk;
- Johann Winsauers Erben, Sägewerk;
- Rüsch-Werke (Rüsch-Ganahl AG), Maschinenfabrik;
- Fa. Franz M. Rhomberg, Textil;
- Fa. Jenny & Schindler, Textil;
- Fa. Josef Lugers Erben, Mühle;
- Fa. J.G. Ulmer (später Franz M. Rhomberg), Textil;

sind dies heute noch drei:
- Stadt Dornbirn;
- Rhomberg Liegenschafts-Gesellschaft m.b.H. & Co.;
- Zumtobel Group

und fünf Grundeigentümer sind zur Erhaltung des Gerinnes verpflichtet:
- Fa. Fussenegger Holzbau GmbH;
- Fa. Rudolf Ölz Meisterbäcker;
- Fa. F. M. Zumtobel, Beteiligungsgesellschaft;
- Fa. Raid (Team-Agentur);
- Fa. Huber (im Areal ehemalig Herrbruger und Rhomberg), Liegenschaftsverwaltung;

Die Hauptlast der Erhaltung des Müllerbaches trägt die Stadt Dornbirn.